# Servicio Internacional de VLBI para Geodesia y Astrometría
El Servicio Internacional de VLBI (IVS) fue establecido en 1999 por la Asociación Internacional de Geodesia (IAG). IVS es una colaboración internacional de organizaciones que operan o apoyan la Interferometría de muy larga base en sus aplicaciones a la Geodesia y Astrometría.

## Ámbito de actuación
Los objetivos del IVS son:
- proporcionar un servicio para hacer posible la investigación geodésica, geofísica y astrométrica y sus actividades operativas;
- promocionar las actividades de investigación y desarrollo en todos los aspectos de las técnicas de VLBI geodésicas y astrométricas; e
- interaccionar con la comunidad de usuarios de productos VLBI e integrar el VLBI en un sistema de observación global de la Tierra.

Para ello está formada por diversos componentes:
- Centro de coordinación
- Centros de observación (radiotelescopios)
- Correladores
- Centros de Análisis
- Centros de Combinación
- Centros de almacenamiento de datos

IVS proporciona datos y productos para la comunidad científica. Algunos de esos productos son:
- un Sistema de Referencia Terrestre (TRF),
- el Sistema Internacional de Referencia Celeste (ICRF), y
- los parámetros de rotación de la Tierra (EOP).